# Stade Antônio-Guimarães-de-Almeida
Le stade Antônio-Guimarães-de-Almeida (en portugais : Estádio Antônio Guimarães de Almeida), également connu sous le nom de Stade dos Tombos (en portugais : Estádio dos Tombos) ou encore d'Almeidão, est un stade de football brésilien situé dans la ville de Tombos, dans l'État du Minas Gerais.
Le stade, doté de 3 050 places, sert d'enceinte à domicile à l'équipe de football du Tombense Futebol Clube.

## Histoire
Initialement doté de 1 000 places, le stade est rénové en 2013 pour être aux normes du championnat du Minas Gerais, que le Tombense allait rejoindre la même année.
Depuis 2014, le stade accueille donc le Tombense, qui évolue en Série D.
Depuis 2022 et la  montée du club en deuxième division, Tombense utilise le stade Soares de Azevedo, à Muriaé, avec une capacité de 13 971 places car son stade ne répond pas aux critères de la Serie B.